# دیوید لومبان
دیوید لومبان (انگلیسی: David Lombán؛ زادهٔ ۵ ژوئن ۱۹۸۷) بازیکن فوتبال اهل اسپانیا است.
از باشگاه‌هایی که در آن بازی کرده‌است می‌توان به باشگاه فوتبال الچه، باشگاه فوتبال بارسلونا بی، باشگاه فوتبال گرانادا، باشگاه فوتبال خرز، باشگاه فوتبال بارسلونا، و باشگاه فوتبال والنسیا اشاره کرد.
وی همچنین در تیم‌های ملی فوتبال زیر ۱۷ سال اسپانیا و زیر ۲۰ سال اسپانیا بازی کرده‌است.